# Damon Lindelof

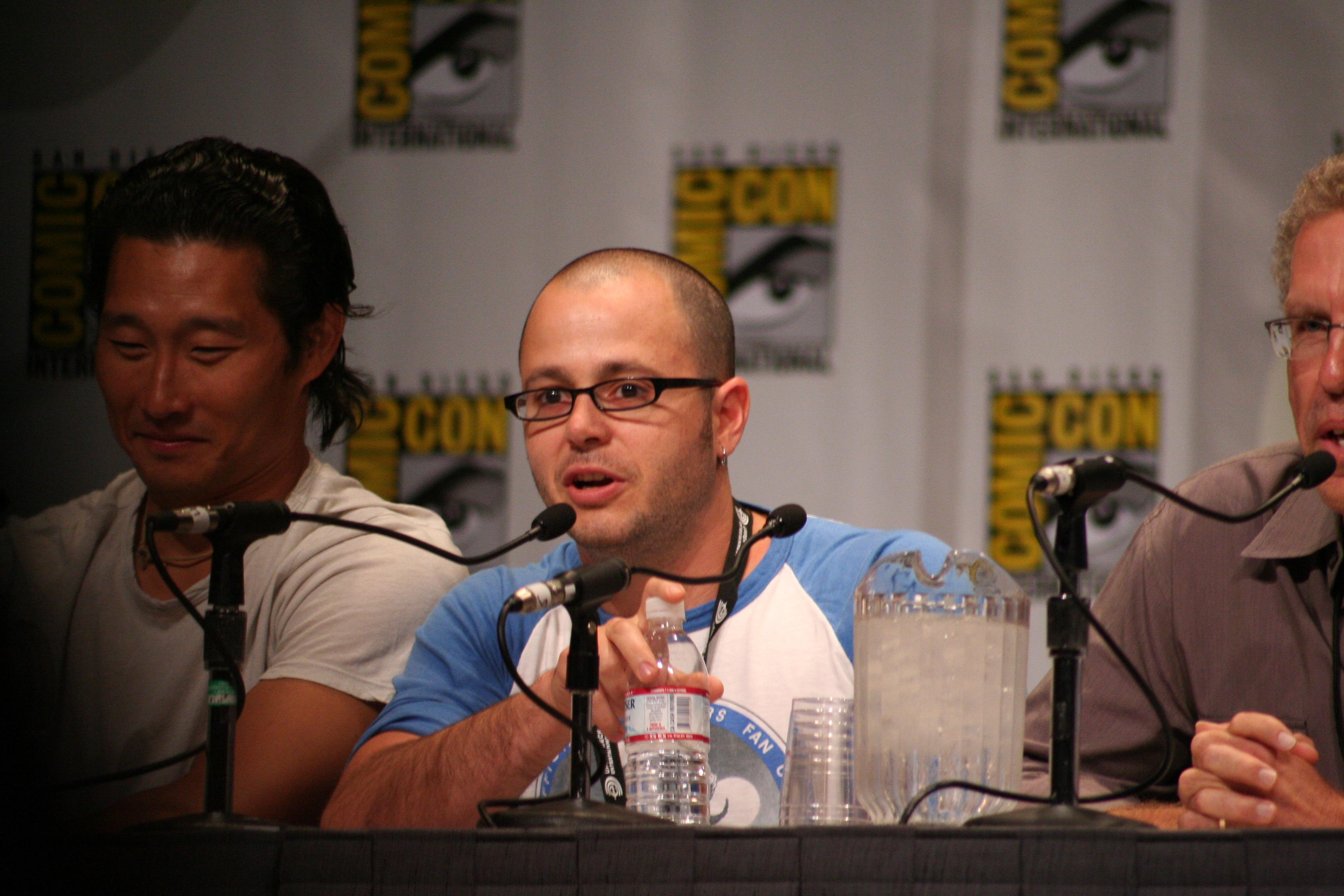
Damon Lindelof.

Damon Laurence Lindelof, född 24 april 1973 i Teaneck i Bergen County, New Jersey, är en amerikansk producent och manusförfattare som medverkat i TV-produktioner som The Leftovers (2014), Lost (2004), Crossing Jordan (2001), Wasteland (1999), Undressed (1999) och Nash Bridges (1996). Inom film har han bland annat varit producent/manusförfattare för Tomorrowland (2015), Prometheus (2012) och Star Trek (2009). Lindelof är skandinavisk ättling på sin fars sida.
I augusti 2018 meddelades att Lindelof skulle skapa en TV-serie baserad på Alan Moores serie Watchmen. Serien hade premiär på HBO under hösten 2019.